# NGC 3020
NGC 3020 é uma galáxia espiral barrada (SBc) localizada na direcção da constelação de Leo. Possui uma declinação de +12° 48' 49" e uma ascensão recta de 9 horas, 50 minutos e 06,5 segundos.
A galáxia NGC 3020 foi descoberta em 19 de Março de 1784 por William Herschel.